# 케이티프리텔
케이티프리텔주식회사(영어: KT Freetel Co., Ltd., KTF)는 KT가 설립한 이동통신 회사였으며, 2009년 6월 1일 KT에 흡수 합병되었다.

## 역사
1996년 한솔pcs로 출발하여 3년뒤인 1999년 한솔엠닷컴으로 변경하였다. 당시 대표이사는 조영주다. 가입자수는 2007년 2월 말 기준으로 약 1300만 명이었다.
1999년부터는 해외 사업에도 진출했다. 2003년 인도네시아의 PT Mobile-8 텔레콤이 컨설팅을 의뢰하여 인도네시아에 현지법인을 설립하여 CDMA 네트워크 관리 시스템의 수출 계약을 체결하고 이 회사에 1천만 미국 달러를 투자했다. 인도에서도 CDMA 네트워크 구축에 관하여 265만 미국 달러 상당의 동맹 계약 체결의 첫 단계를 밟았다.
삼성-미래앤-한솔-체신부-kt-skt 계열사에서 사용하고 있는 번호는 011번을 사용했으나 현재는 번호이동서비스와 010 번호 통합에 의해 특정번호를 사용한 이미지는 사라졌다. 그러나 2007년 3월 WCDMA 방식의 3세대 이동통신 서비스인 'SHOW' 브랜드 론칭 이후 지속적인 광고를 통해 소비자 선호도를 높이면서 순증 가입자 수 1위를 기록한 기염을 토한 바 있다.
KTF의 대주주는 모기업인 KT와 일본의 NTT 도코모이었다. 그러나 KT가 KTF와의 합병을 예고하여, NTT 도코모와는 교환사채 발행 방식으로 지분문제를 해결했다. 2009년 3월 18일 방송통신위원회로부터 KT와의 흡수 합병이 공식 승인되어 6월 1일 자로 KT로 흡수 합병됐으며, 같은 날 동시에 KTF는 폐업했다.

## 같이 보기
- SK텔레콤(SK Telecom)
- LG유플러스(LG U+)
- KT